# Distrito de Al Kufrah
Al Kufrah, (en árabe: الكفرة‎Al Kufra), conforma junto a otros 21 distritos, la división administrativa de Libia. Su ciudad capital es la ciudad de Al Jawf. La localización de este distrito se encuentra en el sureste libio. 
Es el único distrito de Libia que posee fronteras internacionales con tres países. Limita al noreste con la Gobernación de Nuevo Valle, República Árabe de Egipto. Limita al este con la República de Sudán, más precisamente con el Estado del Norte y al sureste con el estado de Darfur del Norte. Limita al sur con la República de Chad, específicamente con las regiones de Ennedi Oeste, Ennedi Este y Tibesti.
Dentro de Libia, comparte fronteras con los distritos de Murzuq al oeste, Al Jufrah al noroeste, Al Wahat al norte.

## Población y superficie
Las cifras del censo realizado en el año 2006 estiman que la población de Al Kufrah está compuesta por unas 50.104 personas. La densidad poblacional es, por tanto, de 0,1 habitantes por kilómetro cuadrado, si se considera que la superficie del Distrito de Al Kufrah es de 483.510 kilómetros cuadrados de territorio.